# Куколи
Куколи (бел. Кукалі́) — деревня в Гродненском районе Гродненской области Республики Беларусь. В составе Путришковского сельсовета.

## География
Ближайшие населённые пункты Островок-1, Гродно и др.

### Гидрография
Река Неман. Расположена пристань.

## История
В 1905 году урочище Куколи в Гожской волости Гродненского уезда Гродненской губернии, 17 жителей.
До 16 апреля 1987 года деревня входила в состав Грандичского сельсовета.

## Население

### Численность
- 2009 год — 27 жителей

### Динамика
- 1999 год — 43 жителей (перепись населения)
- 2009 год — 27 жителей (перепись населения)[2]

## Достопримечательность
- Стоянка и селища периода каменного века, средневековья и нового времени, на северной окраине деревни Куколи —  Историко-культурная ценность Республики Беларусь, шифр 413В000192.